# Microchirus ocellatus
Espèce
La sole-perdrix ocellée ou sole ocellée (Microchirus ocellatus) est une espèce de poissons marins de la famille des Soleidae.